# HD 190228
HD 190228 é uma estrela na constelação de Vulpecula. Sua magnitude aparente é de de 7,31 e sua magnitude absoluta é de 3,34. É uma subgigante amarela, o que significa que ela ainda é da sequência principal mas seu hidrogênio está no fim. A estrela tem uma metalicidade baixa, o que significa que ela é velha e tem no mínimo 10 bilhões de anos.
Em 2000, foi descoberto um planeta orbitando HD 190228.
| Planeta | Massa    | Semieixo maior (UA) | Período orbital (dias) | Excentricidade |
| ------- | -------- | ------------------- | ---------------------- | -------------- |
| b       | >3,58 MJ | 2,02                | 1 146 ± 16             | 0,499 ± 0,047  |